# 横山昌弘
横山 昌弘（よこやま まさひろ、1935年2月27日 - ）は、静岡県出身の元プロ野球選手（外野手）。

## 来歴・人物
静岡商業高では1952年にエース田所善治郎を擁し、中堅手として春の選抜に出場。準決勝は八尾高の木村保の好投に苦しむが辛勝。決勝では日野美澄のいた鳴門高を降し、田所が全試合完封勝利、静岡商を選抜初優勝に導いた。同年夏は、山静大会準決勝でエース矢頭高雄を擁する都留高に敗退。他のチームメートに捕手の阿井利治がいた。
高校卒業後は、明治大学に進学。東京六大学野球リーグでは3年生までに3度の優勝を経験するが、自身の活躍はなかった。しかし1956年秋季リーグでは打率.378（ベストテン3位）の好成績を残す。大学同期には佐々木重徳、田村満（いずれも中退）、関口一郎、荻孝雄がいた。
大学卒業後は、社会人野球の大昭和製紙に入社。1957年の都市対抗野球に三番打者として出場するが、2回戦（初戦）で全鐘紡に敗退。同年秋にデトロイトで行われた第3回世界野球選手権に鈴木隆、古田昌幸らと日本代表として参加し、中心打者として優勝に貢献する。1958年の都市対抗にも連続出場するが、1回戦で丸善石油に敗れる。同年の産業対抗では打撃賞を獲得した。
1959年に中日ドラゴンズに入団。1年目から一軍で起用され、主に中堅手として14試合に先発出場。翌1960年は左翼手に回り、主に二番打者として21試合に先発。しかし1961年には江藤慎一が外野手に回ったこともあり、出場機会が減少、同年限りで現役引退。
引退後は、中日新聞社記者を経て、中日球団フロントに入った。

## 詳細情報

### 年度別打撃成績
| 年 度     | 球 団     | 試 合 | 打 席 | 打 数 | 得 点 | 安 打 | 二 塁 打 | 三 塁 打 | 本 塁 打 | 塁 打 | 打 点 | 盗 塁 | 盗 塁 死 | 犠 打 | 犠 飛 | 四 球 | 敬 遠 | 死 球 | 三 振 | 併 殺 打 | 打 率 | 出 塁 率 | 長 打 率 | O P S |
| --------- | --------- | ----- | ----- | ----- | ----- | ----- | -------- | -------- | -------- | ----- | ----- | ----- | -------- | ----- | ----- | ----- | ----- | ----- | ----- | -------- | ----- | -------- | -------- | ----- |
| 1959      | 中日      | 51    | 87    | 81    | 4     | 18    | 2        | 0        | 1        | 23    | 3     | 3     | 0        | 2     | 0     | 3     | 0     | 1     | 10    | 4        | .222  | .259     | .284     | .543  |
| 1960      | 中日      | 68    | 112   | 99    | 8     | 22    | 3        | 2        | 1        | 32    | 4     | 2     | 0        | 7     | 0     | 6     | 0     | 0     | 13    | 0        | .222  | .267     | .323     | .590  |
| 1961      | 中日      | 36    | 48    | 45    | 3     | 12    | 2        | 0        | 0        | 14    | 1     | 0     | 1        | 1     | 0     | 2     | 0     | 0     | 9     | 0        | .267  | .298     | .113     | .609  |
| 通算：3年 | 通算：3年 | 155   | 247   | 225   | 15    | 52    | 7        | 2        | 2        | 69    | 8     | 5     | 1        | 10    | 0     | 11    | 0     | 1     | 32    | 4        | .231  | .270     | .307     | .577  |

### 背番号
- 25 （1959年 - 1961年）